# Jules Nyongha
Jules-Frédéric Nyongha est un entraîneur de football camerounais, né le 3 octobre 1945 à Bafang. Il a notamment été sélectionneur de l'équipe du Cameroun à plusieurs reprises.